# Тустла-Гутьеррес (муниципалитет)
Тустла-Гутьеррес (исп. Tuxtla Gutiérrez) — муниципалитет в Мексике, штат Чьяпас, с административным центром в одноимённом городе — столице штата. Численность населения, по данным переписи 2020 года, составила 604 147 человек.

## Общие сведения
Название Tuxtla Gutiérrez составное: Tuxtla с астекского языка — обитель кроликов (в свою очередь произошедшее из языка соке — Tuchlan) и Gutiérrez — в честь Хоакина Мигеля Гутьерреса.
Площадь муниципалитета равна 334,9 км², что составляет 0,5 % от площади штата, а наиболее высоко расположенное поселение Тьерра-Колорада, находится на высоте 1211 метров.
Он граничит с другими муниципалитетами Чьяпаса: на севере с Сан-Фернандо и Осумасинтой, на востоке с Чьяпа-де-Корсо, на юге с Сучьяпой, на западе с Окосокоаутла-де-Эспиносой и Берриосабалем.

## Учреждение и состав
Муниципалитет был образован в 1915 году, по данным 2020 года в его состав входит 126 населённых пунктов, самые крупные из которых:
| Код INEGI                  | Населённый пункт                                                                                  | Численность населения (2005 год) | Численность населения (2010 год) | Численность населения (2020 год) |
| -------------------------- | ------------------------------------------------------------------------------------------------- | -------------------------------- | -------------------------------- | -------------------------------- |
| 101                        | Всего                                                                                             | 503320                           | 553374                           | 604147                           |
| 0001                       | Тустла-Гутьеррес (исп. Tuxtla Gutiérrez) 16°45′14″ с. ш. 93°06′55″ з. д. (административный центр) | 490455                           | 537102                           | 578830                           |
| 0037                       | Копоя (исп. Copoya) 16°42′51″ с. ш. 93°07′07″ з. д.                                               | 6655                             | 8160                             | 9868                             |
| 0045                       | Эль-Хобо (исп. El Jobo) 16°42′14″ с. ш. 93°06′25″ з. д.                                           | 3921                             | 4632                             | 5798                             |
| 0271                       | Ла-Фортуна (исп. La Fortuna) 16°47′50″ с. ш. 93°07′10″ з. д.                                      | 1                                | 1                                | 1289                             |
| 0086                       | Эмилиано-Сапата (Агуа-Фрия) (исп. Emiliano Zapata (Agua Fría)) 16°40′57″ с. ш. 93°13′16″ з. д.    | 671                              | 861                              | 1151                             |
| 0401                       | Флор-де-Майо (исп. Flor de Mayo) 16°47′45″ с. ш. 93°07′25″ з. д.                                  | —                                | 241                              | 1139                             |
| 0358                       | Юкис (исп. Yúquiz) 16°47′44″ с. ш. 93°07′01″ з. д.                                                | 440                              | 473                              | 547                              |
| —                          | Прочие                                                                                            | 1177                             | 1904                             | 5525                             |
| Названия на карте Генштаба |                                                                                                   |                                  |                                  |                                  |

## Экономическая деятельность
По статистическим данным 2000 года, работоспособное население занято по секторам экономики в следующих пропорциях:
- сельское хозяйство, скотоводство и рыбная ловля — 2 %;
- промышленность и строительство — 19,1 %;
- торговля, сферы услуг и туризма — 75,2 %;
- безработные — 3,7 %.

## Инфраструктура
По статистическим данным 2020 года, инфраструктура развита следующим образом:
- электрификация: 99,4 %;
- водоснабжение: 86 %;
- водоотведение: 99,4 %.

## Туризм
По данным 2000 года в муниципалитете работало 68 гостинец на 2874 номера.
Основные достопримечательности:
- зоопарк имени Мигеля Альвареса дель Торо;
- Антропологический музей региона;
- собор Святого Маркоса, основанный во второй половине XVI века;
- парк-сад Маримба, для семейного отдыха;
- каньон Сумидеро на реке Грихальва.

## Галерея

Тустла-Гутьеррес в кадре
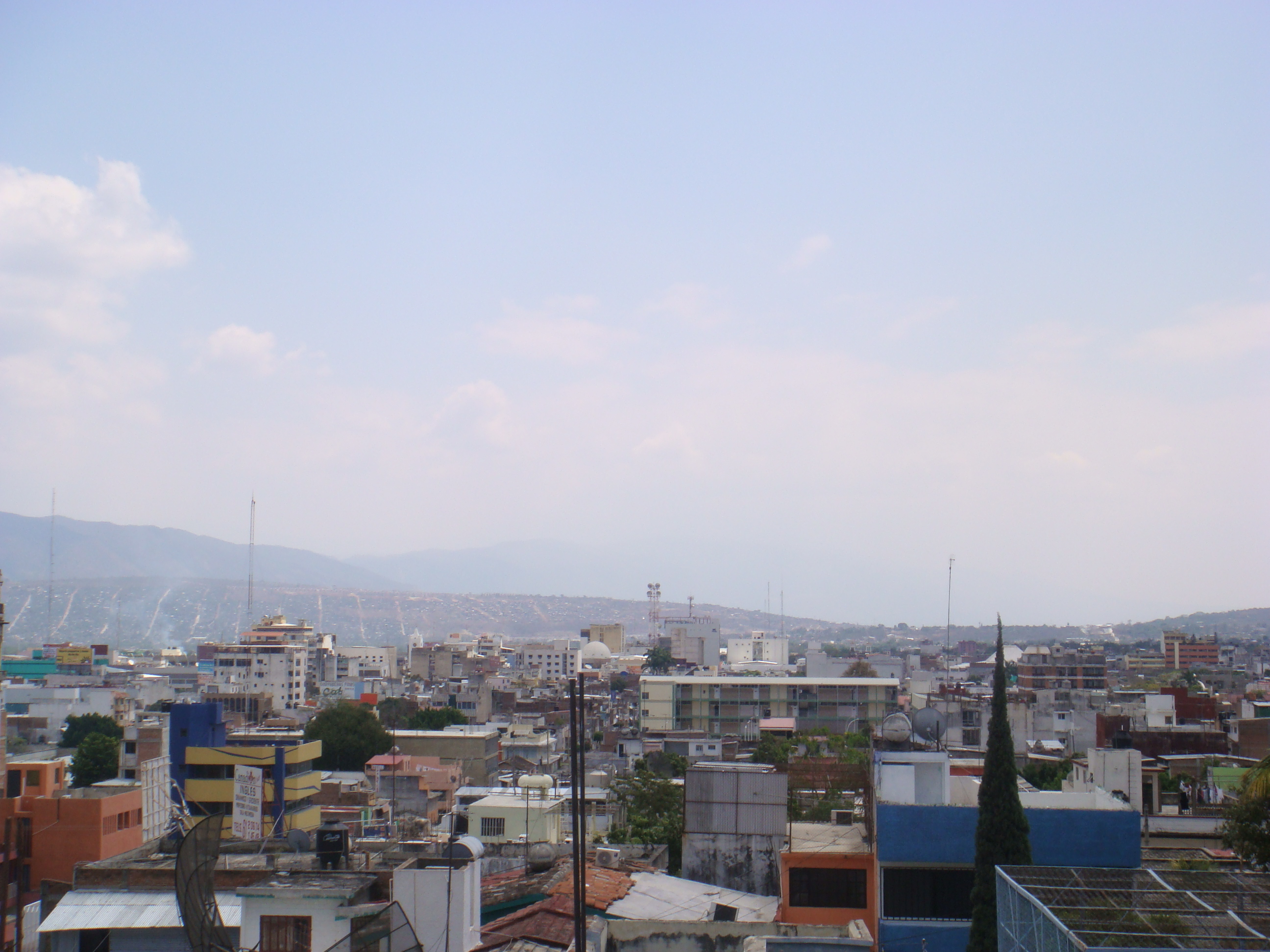
Вид на центр Тустла-Гутьерреса
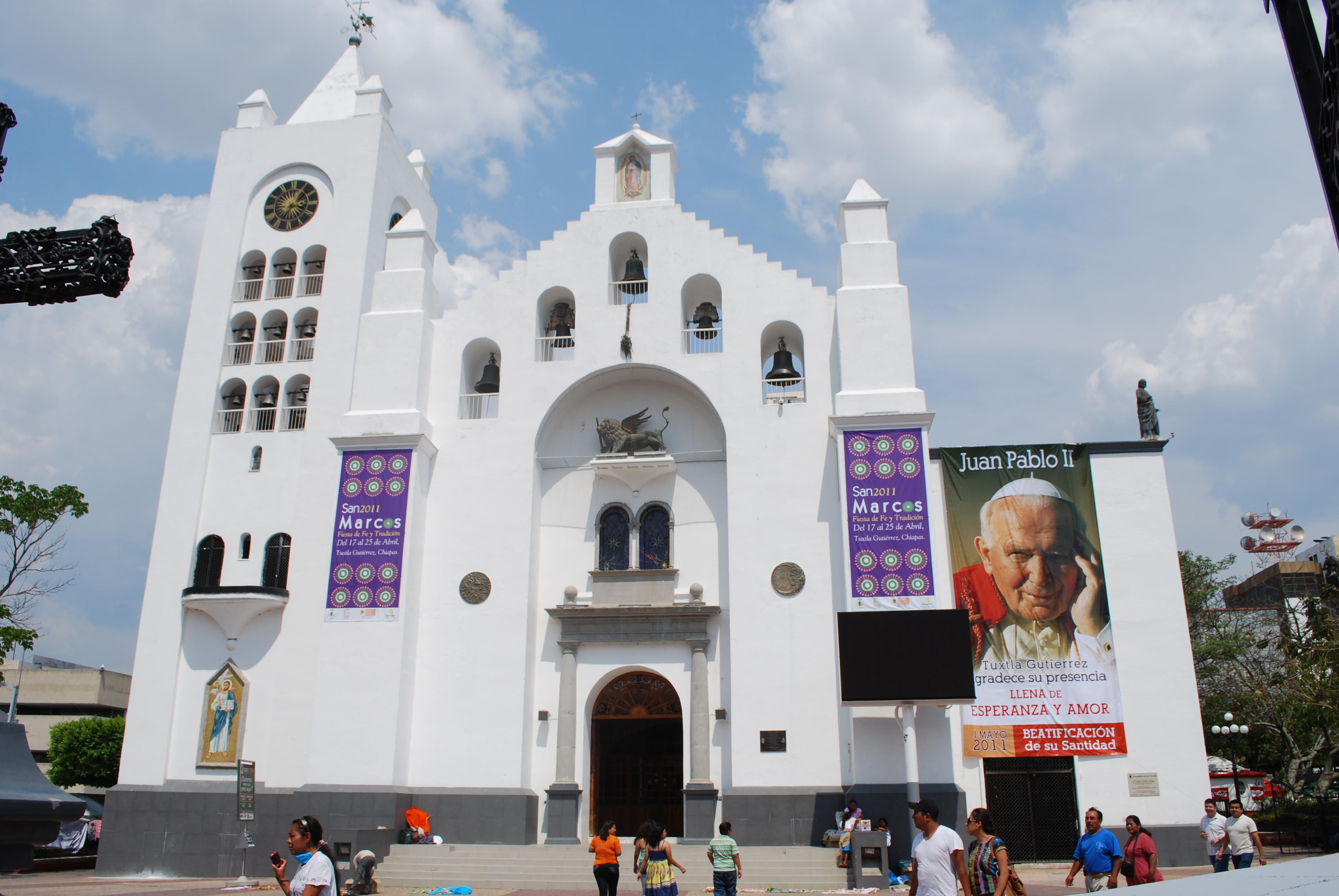
Собор Святого Маркоса
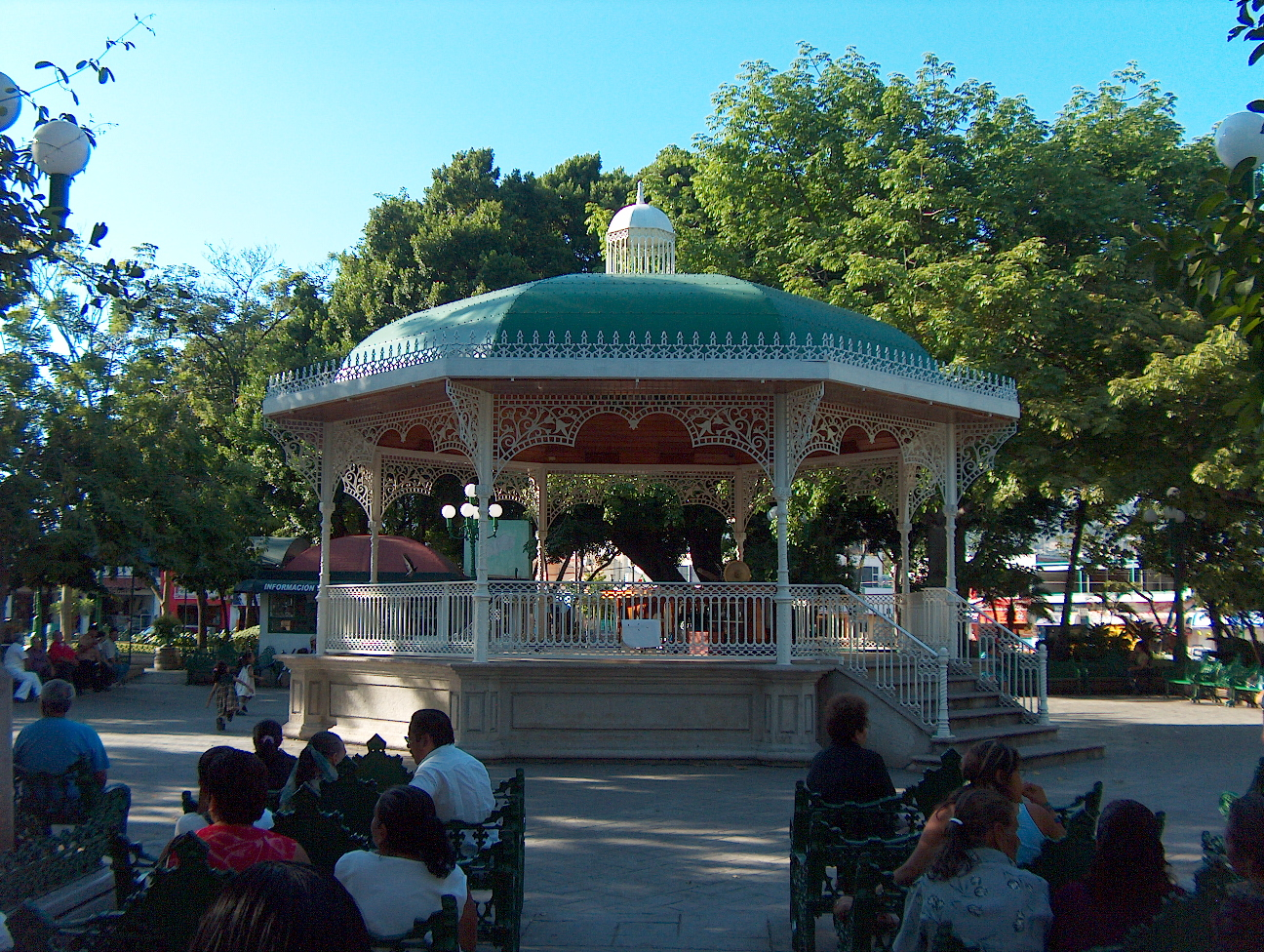
Парк Маримба
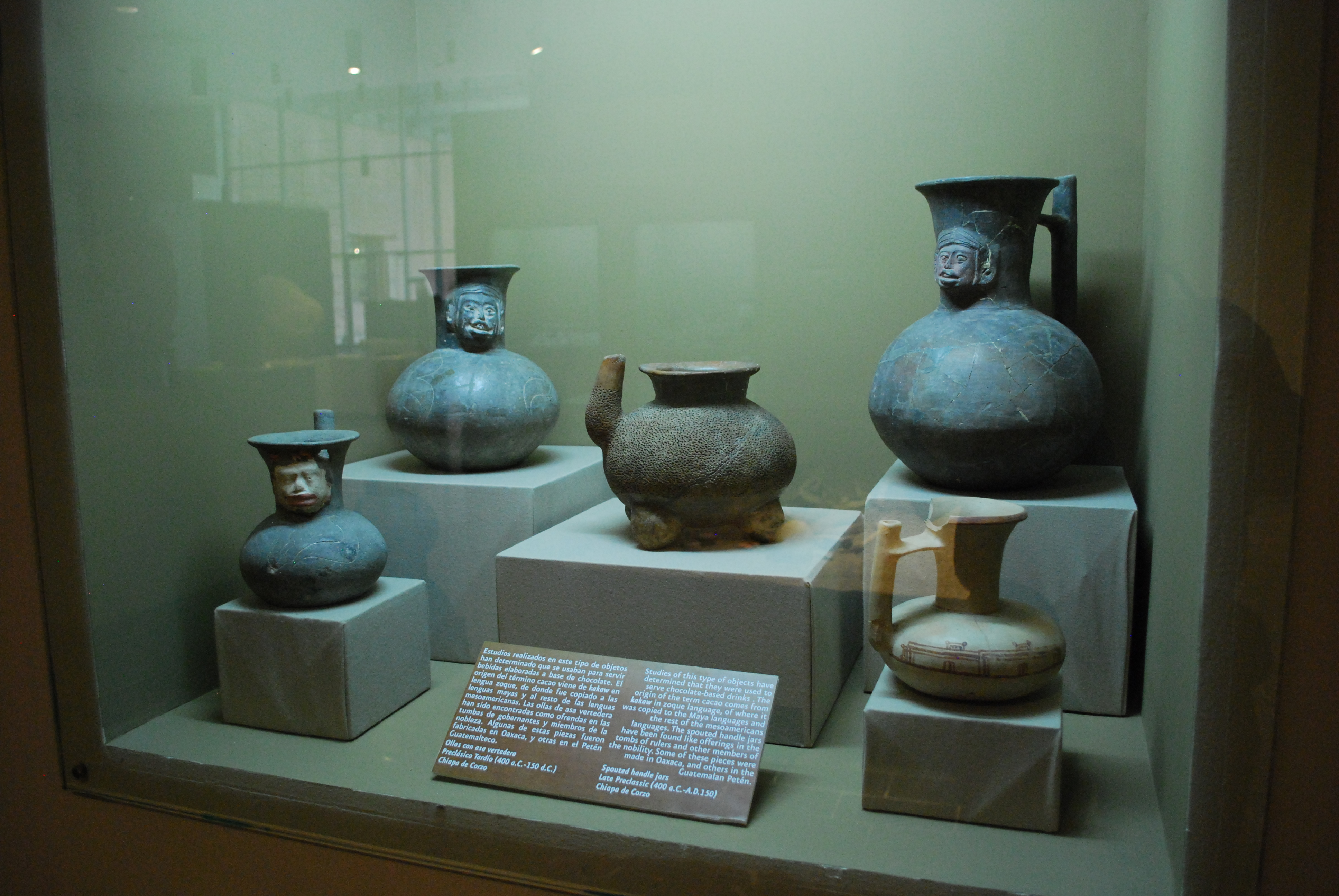
Экспонаты антропологического музея
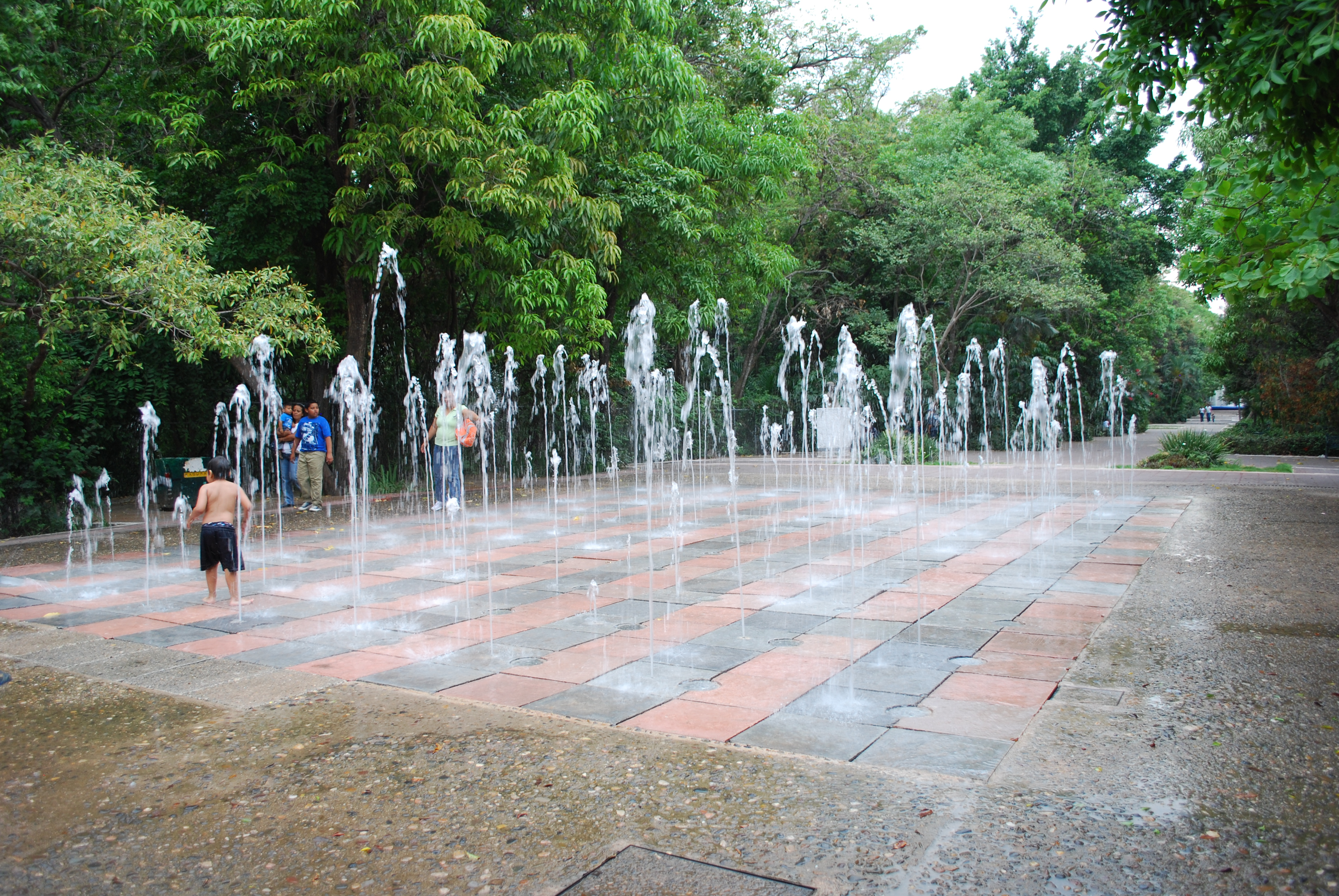
Фонтан на территории музея
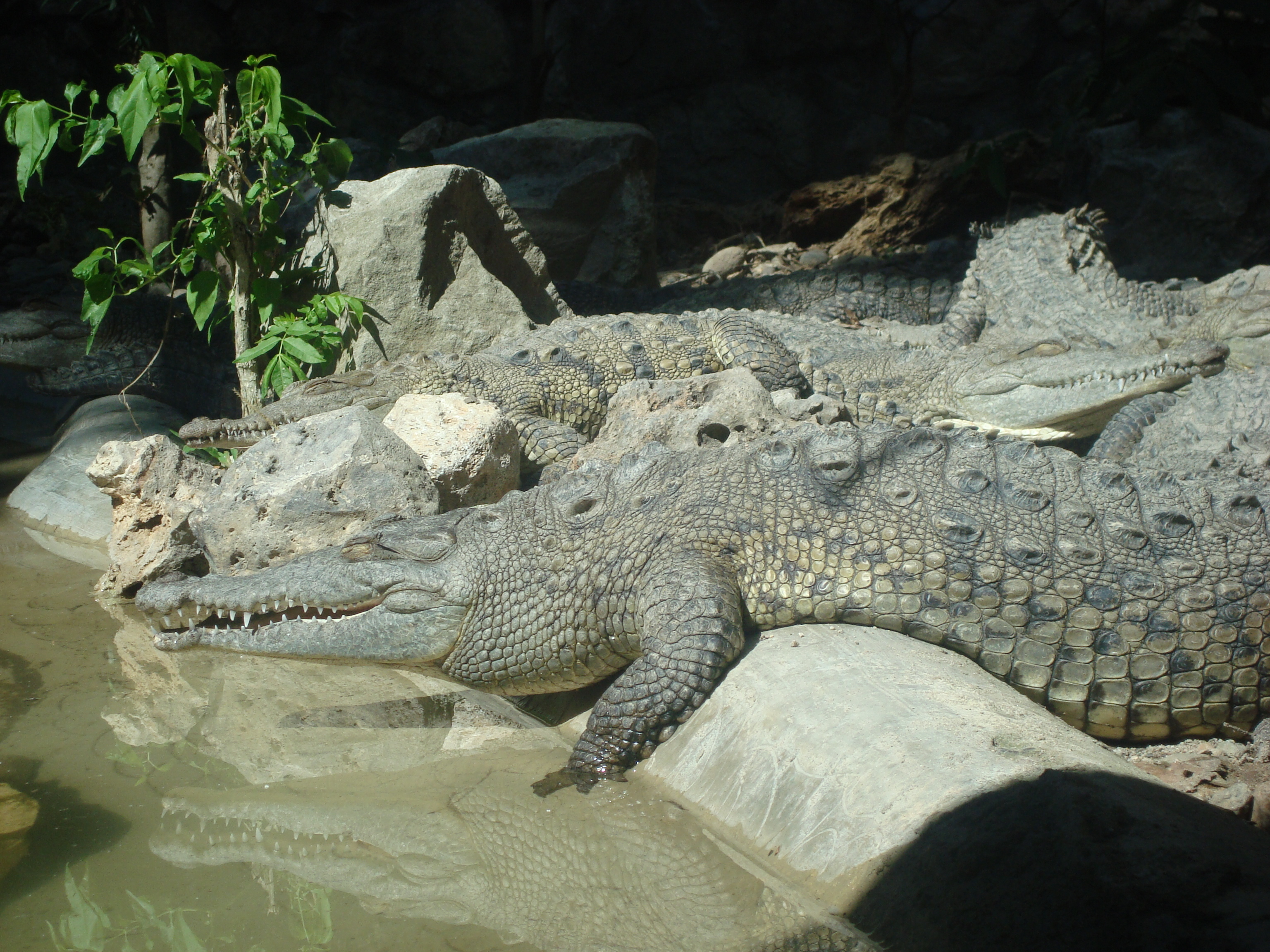
Питомцы зоопарка
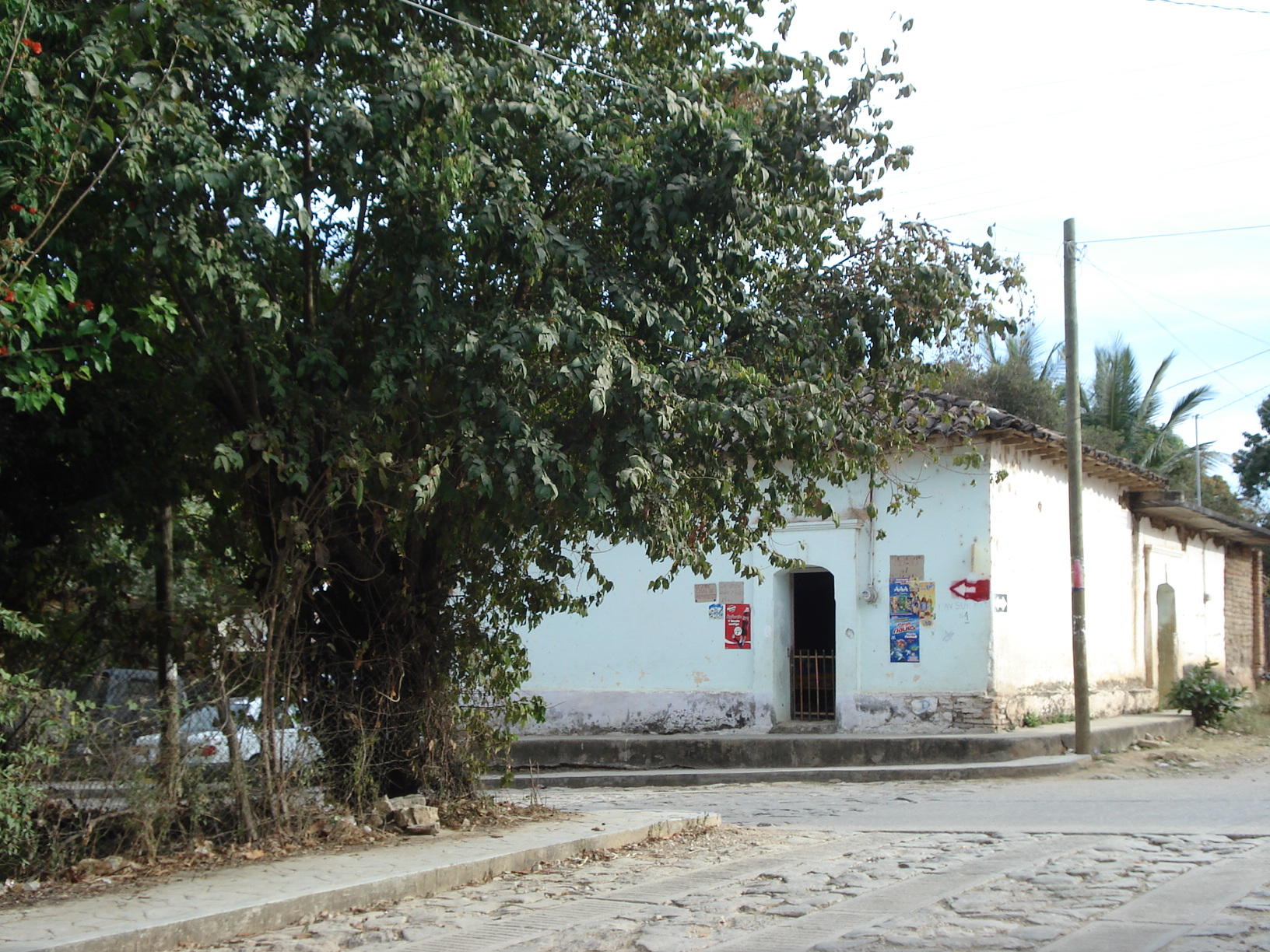
Улицы Копоя
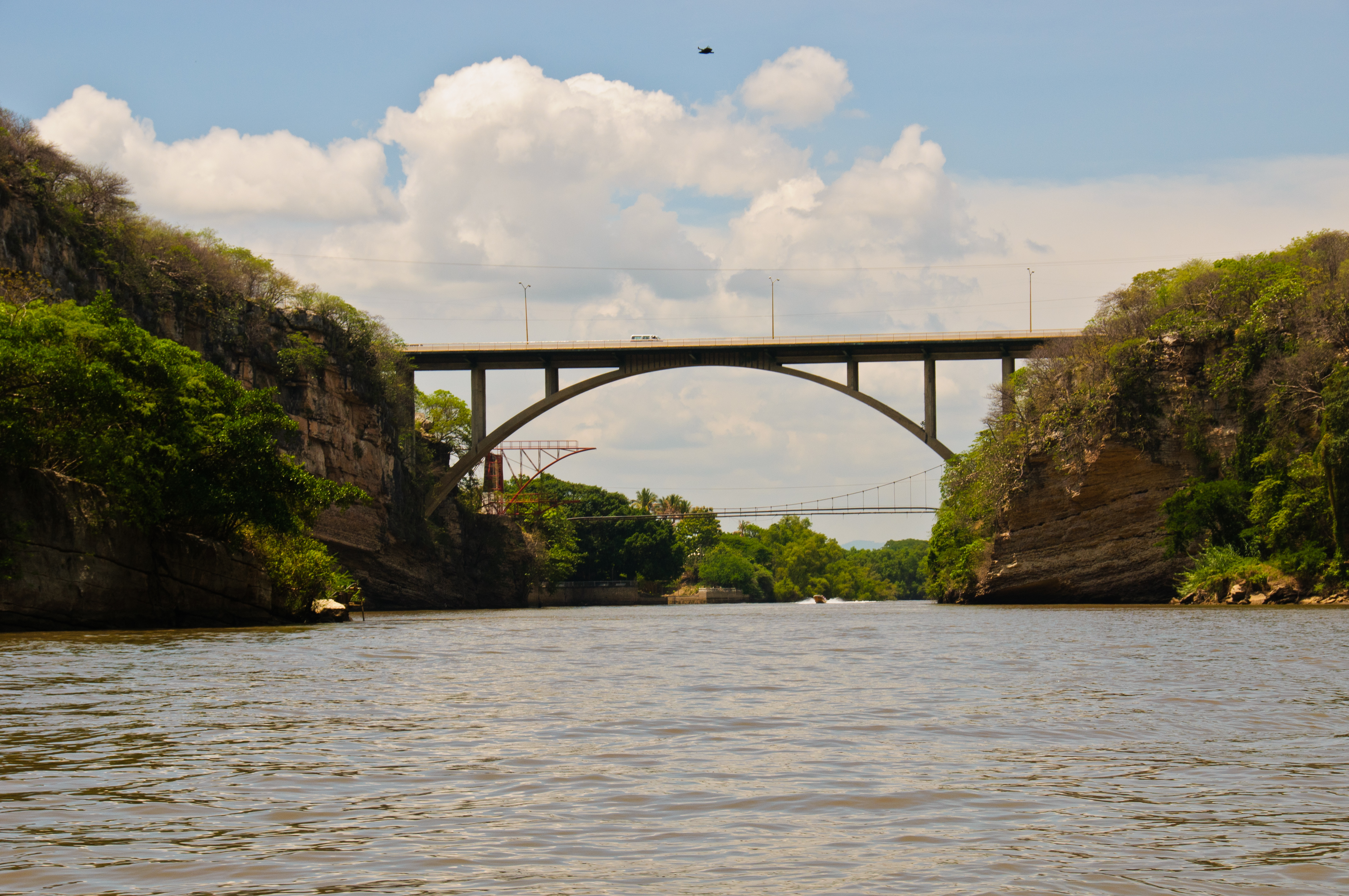
Каньон Сумидеро